# 维尔纳·费尔弗
维尔纳·费尔弗（德語：Werner Felfe，1928年4月1日—1988年9月7日），德国统一社会党政治局候补委员，东德哈雷专区党委第一书记。。

## 生平
1928年，出生于比朔夫斯韦达的工人家庭。1942年，当学徒工。1945年，入党，加入德国工会联合会。1946年，加入自由德国青年联盟，任德党卡门茨县委书记。1950年，任弗吕哈县委第一书记。1953年，在“卡尔·马克思”高级党校学习。
1954年，为候补中央委员、共青团中央第二书记。1957年，任乔保县委会主席。1960年，任卡尔·马克思城专区委员会主席。1963年，为中央委员。1963年，在德累斯顿技术大学学习。1965年，任党中央委员会副部长。1966年，任哈雷专区党委书记。1968年，任该专区第二书记。1971年，任该专区第一书记。1973年，为政治局候补委员。1988年，去世。